# Emiliano Zapata

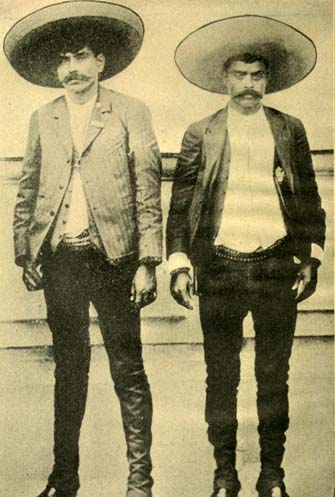
Emiliano Zapata (höger) med sin bror.

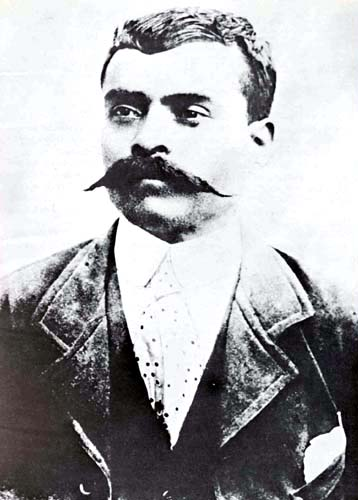
Emiliano Zapata.

Emiliano Zapata eller Emilio Zapata, född 8 augusti 1879 i Anenecuilco i delstaten Morelos, död 10 april 1919 i Chinameca i Morelos (mördad), var en mexikansk ledare för indianböndernas kamp under den mexikanska revolutionen på 1910-talet.

## Biografi
Emiliano Zapata var bondeson och hade vid 30 års ålder utsetts till hövding i sin hemby San Miguel Anenecuilco i delstaten Morelos och inlett rekryteringen för bildandet av en armé. Zapata var mestis och ägde en häst, vilket var förbjudet för indianer. Det som utmärkte honom som befälhavare var hans lojalitet till indianerna till skillnad från andra.
Sedan tidigare levde han gömd undan myndigheterna då han hade ett förflutet som organisatör av direkta aktioner för att återta jorden till indianerna i staten Morelos och lett delegationer till presidenten själv för att protestera mot godsägarna. Han hyllades redan då som en folkhjälte.
President Diaz såg Zapata som ett hot mot sitt enväldiga styre och det resulterade i att alla val avlystes. Reaktionen på detta utspel var de hopdragna bondearméerna under Pancho Villa i norr och Zapata i söder, denna styrka besegrade till slut den federala armén, och all jord de erövrat fördelades bland indianbyarna. Francisco Madero som var oppositionens val till presidentposten kom tillbaka efter att ha tvingats i landsflykt och bildade en provisorisk regering och krävde att bondearméerna nu skulle avväpnas och jordreformen skjutas upp för en obestämd tid. Den gamla militära eliten skulle dessutom stanna kvar i den nya regimen.
Detta var ett oerhört svek från Maderos sida som tidigare utlovat jord till de jordlösa, och Zapatas svar var att ta till vapen mot sina före detta allierade. Han publicerade den berömda Ayala-planen(en), som angav bondeupprorets innebörd och sände ut budskapet att bönderna aldrig ska lita på politiker 
Madero mördades av Victoriano Huerta som var en av Zapatas huvudmotståndare och från Diaz gamla militär. Emiliano fortsatte sin kamp mot den nya presidenten Venustiano Carranza under svår repression ända fram till 1919, då han den 10 april lurades till ett möte med militära trupper. Han red in på stadens torg där soldater placerats ut på de kringliggande husens tak och blev omedelbart nerskjuten. Bondeupproret lamslogs och slogs ner.

## Inspirationskälla
Emiliano Zapata har fått ge namn åt den nutida organisationen zapatisterna som fortsätter kampen.

## Filmatisering
- 1952 gjordes det en film om Zapatas kamp, Viva Zapata. Marlon Brando nominerades för en Oscar för huvudrollen.